# Juana Larrauri
Pour les articles homonymes, voir Larrauri.
Juana Larrauri, née le 12 mars 1910 et morte le 21 février 1990,, est une femme politique argentine. Élue sénatrice du Parti justicialiste dans la circonscription d'Entre Ríos aux élections de 1952, elle fut réélue en avril 1955, peu de temps avant le coup d'État militaire qui porta le général Eduardo Lonardi au pouvoir et conduisit à la proscription du péronisme. En octobre 1970, elle fut nommée par le général Juan Perón en tant que secrétaire du Conseil supérieur du Mouvement national justicialiste.